# La Doriclea
La Doriclea è un'opera in tre atti e un prologo del compositore italiano Francesco Cavalli su libretto di Giovanni Faustini. Fu rappresentata per la prima volta al Teatro San Cassiano di Venezia nel 1645.
La Doriclea è stata la prima opera veneziana avente una amazzone come protagonista. La partitura manoscritta, ora alla Biblioteca Nazionale Marciana, conserva un accompagnamento orchestrale a cinque voci, qualche segno dinamico ed espressivo, e indicazioni piuttosto complete di basso continuo.